# Giulio Alessio
Giulio Alessio (Padova, 13 maggio 1853 – Padova, 19 dicembre 1940) è stato un economista e politico italiano.

## Biografia
Laureatosi in Giurisprudenza nel 1874, cominciò ad insegnare negli istituti tecnici fino a quando, nel 1877, ottenne un incarico come docente di Economia politica presso l'Università di Padova. Nel 1880 fondò il Circolo d'Italia, associazione democratico-progressista (poi rinominata Società Cairoli e infine Associazione democratica padovana liberale, attiva fino al 1924). Dal 1888 resse la cattedra di Scienza delle finanze e di diritto finanziario sempre all'Università di Padova.
Deputato radicale dal 1897 al 1919, nel corso della XXVI legislatura passò a Democrazia Sociale nel cui schieramento rimase fino al 1924.. Fu sottosegretario alle Finanze nel primo ministero Sonnino (1906) vicepresidente della Camera (1913-1919), ministro della Pubblica Istruzione (1920), ministro dell'Industria e Commercio (1920-1921), ministro di Grazia e Giustizia (1921), ministro delle Poste e Telegrafi (1920).
Negli anni della prima guerra mondiale, in qualità di vice, in sostituzione del presidente della Camera Giuseppe Marcora, partecipò all'assise del Parlamento interalleato a Parigi nel 1916 e a Londra nel 1918.
Di origine ebraica, fu deciso avversario del fascismo e prese parte alla secessione dell'Aventino (giugno 1924). Nel novembre del 1924 aderì all'Unione Nazionale delle forze liberali e democratiche di Giovanni Amendola.
Perseguitato per le sue posizioni politiche, dopo l'attentato contro il re Vittorio Emanuele III del 12 aprile 1928 alla Fiera Campionaria di Milano, fu arrestato e costretto a lasciare l'insegnamento universitario; continuò comunque a studiare e a preparare una grande opera in due volumi che vide la luce nel 1939 poco prima della sua morte, Lo stato italiano.
Firmatario nel 1925 del Manifesto degli intellettuali antifascisti redatto da Benedetto Croce in polemica risposta all'analogo e opposto documento di adesione al regime preparato dal filosofo Giovanni Gentile, fu tra i dieci Accademici dei Lincei che nel 1933 si rifiutarono di prestare giuramento al fascismo.
Fece parte della Massoneria.

## Opere principali
- Saggio sul sistema tributario in Italia e suoi effetti economici, 2 voll., Torino, Bocca, 1883-1887. Comprende:

1. Le basi economiche del sistema tributario.
2. Le imposte indirette e le tasse.

- Studi sulla teorica del valore del cambio interno, Torino, Bocca, 1890.
- La funzione del Tesoro nello Stato moderno, Padova - Verona, F.lli Druecker, 1894.
- Disegno di una riforma razionale del sistema tributario italiano: premesse e progetto di legge, Bologna, Tip. A. Garagnani e figli, 1901.
- Contributo al concetto economico-nazionale del patrimonio e del reddito: studio, Venezia, Premiate officine grafiche di C. Ferrari, 1911.
- Lezioni di economia politica: anno accademico 1922-23, Padova, La Litotipo, 1923.
- Ulteriori studii sulla teoria del reddito nazionale, Roma, Tip. della R. Accademia nazionale dei Lincei, 1923.
- Lezioni di economia politica: Parte terza. R. Università di Padova, anno accademico 1924 25, Padova, La Litotipo, 1925.
- La rivalutazione della lira, Milano, Societa editrice libraria, 1926.
- Introduzione all'economia politica: anno accademico 1927-28, Padova, CEDAM, 1928
- Lo stato italiano, 2 voll., Città di Castello - Bari, Macri, 1939. Comprende:

1. La formazione del carattere del popolo.
2. Le istituzioni politiche prima della guerra mondiale.

- La crisi dello stato parlamentare e l'avvento del fascismo, Padova, CEDAM, 1946.[7]

## Onorificenze
Fu membro delle seguenti accademie e istituzioni scientifiche:
- Accademia Nazionale dei Lincei dal 1916.